# مروان حاج
مروان حاج (بالإنجليزية: Marwan Hage)‏ (من مواليد 14 سبتمبر 1981) هو لاعب خط هجوم سابق في كرة القدم الأمريكية، لعب مع فريق هاميلتون تايجر كاتس [الإنجليزية] من رابطة كرة القدم الكندية، كما لعب حاج كرة القدم الجامعية مه جاموس كولورادو، هاجر من بيروت بلبنان إلى مونتريال عام 1990، شارك في معسكر التدريب في جاكسونفيل جاغوارز عام 2004، وعند إعلان تقاعده في عام 2014 كشف حاج أنه سيصبح صاحب امتيازي تيم هورتنز في تورونتو وأونتاريو.

## مهنة محترفة

### هاملتون تايجر كاتس
تم اختيار حاج بواسطة تايجر كاتس في الجولة الثانية من مسودة CFL لعام 2004، وفي عام 2006 أسس برنامج أبطال حاج الذي يرسل أطفالًا قليلي الامتياز إلى ألعاب هاملتون تايجر كاتس على أرضه، وفي عام 2009 حصل على جائزة توم بات التذكارية لمساهماته في مجتمع هاميلتون، كما حصل على لقب نجم الشرق ل CFL في عام 2007 ونجم CFLPA (اتحاد لاعبي دوري كرة القدم الكندية) في عامي 2007 و 2008، كما فاز بجائزة ليو داندوراند تروفي في عام 2010 كأفضل رجل خط في القسم الشرقي، وخلال المباراة النهائية التي أقيمت علىملعب إيفور وين تم تعيين حاج في فريق هاميلتون تايجر كاتس، كما كان أيضًا عضوًا في فريق بطولة دوري القسم الشرقي 2013 في هاميلتون تايجر كاتس، كما لعب في بطولة الكأس الرمادي 2013.

### أوتاوا ريدبلاكس
استحوذت عليه أوتاوا ريدبلاكس في الجولة الثالثة من مسودة توسع CFL لعام 2013، وبدلاً من اللعب مع ريدبلاكس أعلن حاج اعتزاله في 14 أبريل 2014، وفي يوم الثلاثاء 13 مايو تم الحصول على حقوق اللعب الخاصة به من قبل كالغاري ستمبدرز ‏ مع أول اختيار شامل في مسودة CFL لعام 2014 باستبدال جون غوت.

## سياسة
يسعى حاج إلى ترشيح حزب المحافظين الكندي في هاملتون إيست - ستوني كريك للانتخابات الفيدرالية الكندية المقبلة.